# Rhynchina markusmayerli
Rhynchina markusmayerli is een vlinder uit de familie van de spinneruilen (Erebidae). De wetenschappelijke naam van de soort is voor het eerst geldig gepubliceerd door Mayerl.